# 長岡京站
長岡京站（日语：／ Nagaokakyō eki */?）是位於京都府長岡京市神足二丁目，西日本旅客鐵道（JR西日本）東海道本線（JR京都線）的車站。車站編號為JR-A35。
此站曾經名為神足站（日语：／）。神足站時代當時的站名牌，現時放置在神足公民館前。

## 歷史
- 1931年（昭和6年）8月1日 - 日本國有鐵道東海道本線向日町站至山崎站之間開設神足站（日语：／）。開始接受旅客、貨物服務。
- 1945年（昭和20年）7月19日 - 同盟軍的戰鬥機使用機關槍掃射。使站前的日本輸送機（日语：三菱ロジスネクスト）的一名女子員工死亡。附近5名在農務中的人士輕重傷（神足空襲）。
- 1972年（昭和47年）10月1日 - 實施市政，車站所在地為長岡京市。
- 1985年（昭和60年）
  - 3月14日 - 在日間時段，成為快速列車停車站，內側線月台延長至可容納12卡編成列車。
  - 11月1日 - 此站的貨物起卸服務廢止。連接川東邊的住友セ水泥（日语：住友大阪セメント）服務站專用線啟用，開始貨物運送。
- 1987年（昭和62年）
  - 2月1日 - 跨站式站房重建。
  - 4月1日 - 伴隨國鐵分割民營化，車站由西日本旅客鐵道（JR西日本）營運。
- 1988年（昭和63年）3月13日 - 制定路線別名「JR京都線」。
- 1995年（平成7年）
  - 6月12日 - 部分快速停站。
  - 9月1日 - 車站改名為長岡京站。在平日所有快速列車停站。
- 1996年（平成8年）3月16日 - 實施時間表修正（日语：ダイヤ改正），所有快速列車停站。
- 2002年（平成14年）7月29日 - 引入JR京都・神戶線運行管理系統（日语：アーバンネットワーク運行管理システム#JR京都・神戸線システム）。
- 2003年（平成15年）11月1日 - 此站可以使用IC卡ICOCA。
- 2007年（平成19年）3月18日 - 更新車站自動廣播（日语：駅自動放送）。
- 2010年（平成22年）
  - 3月13日 - 實施時間表修正，在此站停車的列車只在內側線行走。
  - 5月15日 - 1、4號月台加設不銹鋼製安全柵。
- 2015年（平成27年）3月12日 - 引入進站音樂。
- 2018年（平成30年）3月17日 - 引入車站編號並開始使用。

## 車站構造
車站為一座地面車站，設有2面4線的島式月台，月台可容納12卡車廂。外側線的列車不會停車，因此外側的1、4號月台設有柵欄，列車只會在內側2、3號月台上下乘客。車站設有連接道路連接村田製作所、Bambio。向日町方由於設有吹田綜合車輛所京都分所的入出廠線分支點，因此設有場內、出發信號機。
此站設有站長的直營車站，管理西大路站、桂川站、向日町站、山崎站4站。此站可使用ICOCA（以及可與ICOCA互相使用的IC卡）。

### 月台配置
| 月台 | 路線     | 方向 | 軌道   | 目的地                             |
| ---- | -------- | ---- | ------ | ---------------------------------- |
| 1    | JR京都線 | 上行 | 外側線 | （只供通過列車使用，設有柵欄圍封） |
| 2    | JR京都線 | 上行 | 内側線 | 京都、草津方向                     |
| 3    | JR京都線 | 下行 | 内側線 | 新大阪、大阪、三之宮方向           |
| 4    | JR京都線 | 下行 | 外側線 | （只供通過列車使用，設有柵欄圍封） |

- 以上的路線名是使用旅客資訊上的名稱（別名、愛稱）。
- 在2010年（平成22年）3月12日或之前，所有在此站停車的定期列車統一使用內側線。但是為了在時間表混亂時，快速會有機會使用外側線，因此外側線月台未設置柵欄（但是設有繩圍封），在同年5月15日起，外側線月台加設柵欄（同時黃色的導盲磚與乘車位置被撤走），除了緊急情況外，不可以上下車[1]。在2004年10月15日至2006年3月17日平日設有列車於外側停站。

## 時間表
在日間時段，設有每小時4班的普通列車（往大阪方向在高槻站起為快速）（在星期六及假日的11、12時時段，設有各站停車的普通列車4班）。在早上黃昏時段會較多班次。

## 使用情況
根據《長岡京市統計書》中，在2017年（平成29年）度1日平均乘車人次為20,778人。在京都府內的JR車站中，謹次於京都站、山科站成為第3多人次使用的車站。另外，包括私鐵車站，在京都市以外車站中為最多人次使用的車站。
雖然此站距離長岡京市中心有一段距離，但是也有來自企業的通勤客使用此站。此外，也有乘客經此站前往京都府的駕駛考試中心（在下車，在西出口乘坐阪急巴士，在東出口使用京都市營巴士）。在近年車站周邊興建大廈與住宅區，路面經過重新鋪設，美化車站周邊街道。在長岡京市中，較近市中心的阪急電鐵長岡天神站曾經較多人使用，但近年逆轉。但是與長岡天神站不同，此站其中一組客源是來自相隔桂川的京都市伏見區西部居民。
根據「京都府統計書」和「長岡京市統計書」，以下為1日平均乘車人次：
| 年度   | 1日平均 乘車人次 |
| ------ | ---------------- |
| 1997年 | 16,204           |
| 1998年 | 16,510           |
| 1999年 | 16,761           |
| 2000年 | 17,167           |
| 2001年 | 16,847           |
| 2002年 | 16,670           |
| 2003年 | 16,972           |
| 2004年 | 17,714           |
| 2005年 | 18,739           |
| 2006年 | 19,511           |
| 2007年 | 19,675           |
| 2008年 | 20,255           |
| 2009年 | 19,986           |
| 2010年 | 20,256           |
| 2011年 | 20,144           |
| 2012年 | 19,974           |
| 2013年 | 20,529           |
| 2014年 | 20,452           |
| 2015年 | 20,602           |
| 2016年 | 20,796           |
| 2017年 | 20,778           |
| 2018年 | 20,805           |

## 車站周邊
在JR車站中，此站最接近長岡天神。在最接近長岡京市中心的車站為阪急京都線長岡天神站，此站周邊的建築物密度較低。此站從西口步行13分鐘即可到達阪急長岡天神站。
在站前廣場中，設有車長車Yo8000形靜態保存，也保存了0系與D51形的車輪。

### 西出口
- 沿阪急長岡天神站方向設有商店。
- 2004年（平成16年）11月 - 2005（平成17年）5月之間建設了行人天橋、巴士迴旋路與停車場工程。
- 2005年（平成17年）4月20日，包括平和堂（「Friend mart」的超級市場）之內的綜合購物中心落成。

### 東出口
- 向日町警署（日语：向日町警察署）神足崗亭
- 三菱電機中津川製作所京都工廠
- 松下半導體方案總部
- 村田製作所總部
- 三菱Logisnext（日语：三菱ロジスネクスト）總部

## 巴士路線
西出口與東出口設有巴士站。

### 西出口
阪急巴士、京阪巴士「JR長岡京」巴士站
- 1號月台（長岡京線、長岡京淀線）
  - 1系統 阪急西山天王山、金原方向（循環線）（經阪急長岡天神、友岡、阪急西山天王山、金原）
  - 3系統 西陣町、金ヶ原方向（循環線）（經阪急長岡天神、西陣町、金原、阪急西山天王山）
  - 80系統 往JR山崎（經阪急長岡天神、友岡、西法寺）
  - 82系統 往西法寺、小泉橋（經阪急長岡天神、友岡）
  - 48系統 往新山崎橋（日语：阪急バス大山崎営業所）（經阪急西山天王山、久貝）
  - 90系統 往京阪淀站（經阪急西山天王山、久貝 與京阪巴士（日语：京阪バス）聯營）
- 2號月台（長岡京線）
  - 8系統 太鼓山、奧海印寺方向（循環線）（經阪急長岡天神、西陣町、濟生會醫院、太鼓山、奧海印寺）
  - 9系統 奧海印寺、太鼓山方向（循環線）（經阪急長岡天神、西陣町、奧海印寺、太鼓山、濟生會醫院）
  - 5系統 光風台、美竹台方向（循環線）（經阪急長岡天神、西陣町、光風台住宅前、美竹台住宅前）
  - 6系統 美竹台、光風台方向（循環線）（經阪急長岡天神、西陣町、美竹台住宅前、光風台住宅前）
  - 7系統 濟生會醫院、美竹台、光風台方向（循環線）（經阪急長岡天神、西陣町、濟生會醫院、美竹台住宅前、光風台住宅前）
  - 20系統 舞塚、光明寺方向（循環線）（經阪急長岡天神、舞塚、光明寺、東台）
  - 21系統 光明寺、舞塚方向（循環線）（經阪急長岡天神、東台、光明寺、舞塚）
  - 10系統 一文橋、今里方向（循環線）（經一里塚、一文橋、今里、藥師堂）
  - 11系統 藥師堂、今里方向（循環線）（經一里塚、藥師堂、今里、一文橋）
  - 80系統 往阪急東向日（經一文橋、瀧野町）
  - 49系統 往JR長岡京東出口（經菱川）
  - 77系統 往JR向日町、阪急東向日（經阪急長岡天神、菱川、下久世）
  - 78系統 往阪急東向日、JR向日町（經阪急長岡天神、菱川、市民體育館前）
  - 12系統 往駕駛考試場前（經阪急長岡天神、馬場）

長岡京Happy巴士「JR長岡京」巴士站
- 北路線 瀧之町、西之京、今里、鶯台方向
- 西路線 友岡、泉丘、高台、河陽丘方向

### 東出口
阪急巴士「JR長岡京東出口」巴士站
- 長岡京線
  - 1系統 阪急西山天王山、金原方向（循環線）（經JR長岡京、阪急長岡天神、友岡、阪急西山天王山、金原）
  - 3系統 西陣町、金原方向（循環線）（經JR長岡京、阪急長岡天神、西陣町、金原、阪急西山天王山）
  - 17系統 往駕駛考試場前（經工業團地前）
  - 52系統 往新山崎橋（經城之里、大山崎町體育館前）
  - 19系統 往新山崎橋（經勝龍寺公園前、城之里、大山崎町體育館前）
- 東部巴士
  - 101系統 城之里循環線（經勝龍寺公園前、芝本）
  - 102系統 東和苑循環線（經芝本、東和苑）

京都市營巴士「JR長岡京東口」巴士站
- 南2、特南2號系統（日语：京都市営バス横大路営業所#南2・特南2号系統） 往竹田站西出口（經馬場、駕駛考試場前（南2)、久我、Pulse Plaza前経由）

## 車站名稱的由來
- 此站為長岡京市唯一JR車站。長岡京市是在1972年10月1日從乙訓郡長岡町實施單獨市制而成立。同時為了不與新潟縣長岡市混淆而名為長岡京市。

## 相鄰車站
西日本旅客鐵道
 JR京都線（東海道本線）
■新快速
通過
■快速（京都站至西明石站之間為快速。只限早上運行）
京都（JR-A31）－長岡京（JR-A35）－高槻（JR-A38）
■普通（包括在高槻站至西明石站之間為快速列車的班次）
向日町（JR-A34）－長岡京（JR-A35）－山崎（JR-A36）

## 外部連結
- 長岡京｜車站資訊：JR出門網 - 西日本旅客鐵道